# Предсмертный постриг

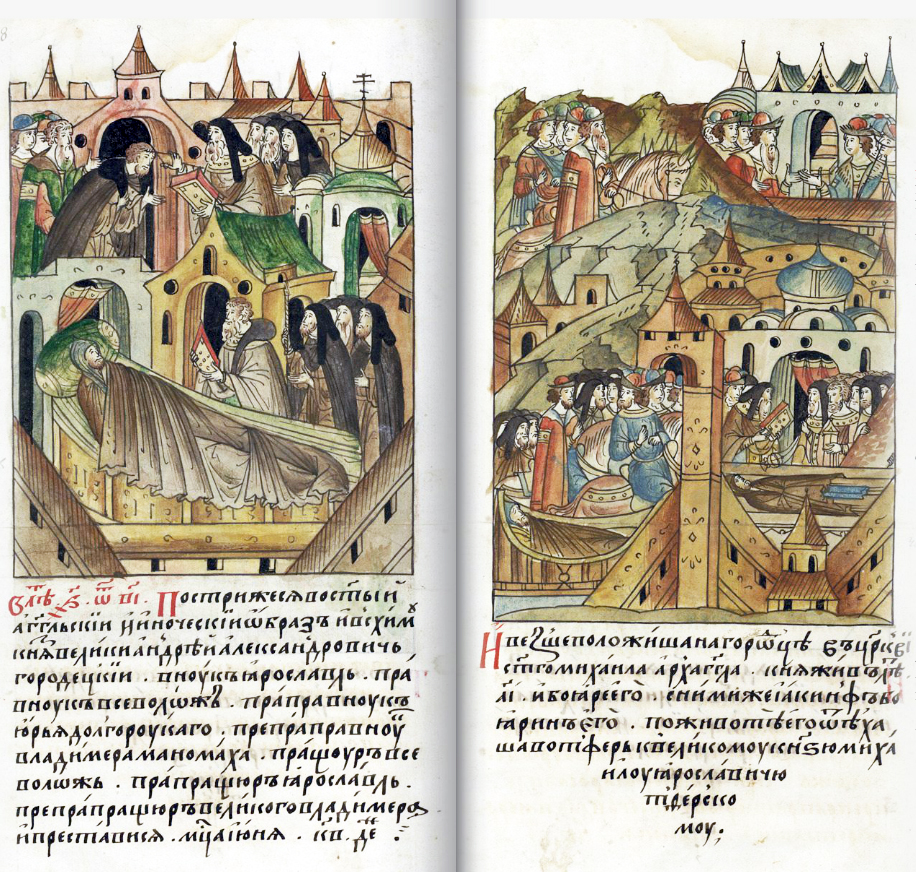
«В 6812 году. Постригся в святой ангельский и иноческий образ и в схиму князь великий Андрей Александрович Городецкий (…) и преставился месяца июня в 22-й день. И повезли, и положили на Городце, в церкви святого Михаила архангела». Миниатюра Лицевого летописного свода; князь слева вверху изображён принимающим постриг в княжеском наряде, а на смертном ложе и в погребальной процессии — в монашеском облачении, с головой, покрытой клобуком

Предсмертный постриг — принятие монашества перед смертью.
«Акт пострига был отречением от мирского, означая символическую смерть, а для умирающего давал надежду на смягчение мытарств».

## В Византии
Этот обычай был распространён среди византийской аристократии в рамках достойной подготовки к смерти. «Это подтверждают литературные источники и сохранившиеся примеры одного из видов поминальной иконографии — „двойного портрета“, где почивший представлен как мирянин и инок». (Первое упоминание о подобном образе относится к гробнице патриция Христофора Митиленая (XI век), изобразившего себя в двух видах. По эпиграммам и другим источникам известно о надгробиях Марии Комниной (1145—1158), Алексея Комнина (XII век), Сардисского митрополита Фёдора (XII век), Михаила Тарнилиса (3-я четверть XIV века). Также — фрески над усыпальницами Феодора II Палеолога в церкви Одигитрии в Мистре (1407) и Кали Каваласии в церкви святого Иоанна в Мистре (конец XIV века)).
По меньшей мере, 17 византийских императоров приняли постриг накануне своей смерти или же после своего свержения с престола (в последнем случае зачастую не по своей воле: Андроник II Палеолог, Иоанн VI Кантакузин, Исаак I Комнин, расстригшаяся и позднее снова постриженная Зоя, её расстриженная сестра Феодора, Михаил VII Дука, Михаил I Рангаве, Роман I Лакапин, Феодосий III и другие).
Известно, что перед смертью принял постриг император Михаил IV Пафлагонский (1041), Мануил I Комнин — под именем «Матфей» (1180), Иоанн VII Палеолог — «Иоасаф» (1408), Мануил II Палеолог — «Матфей» (1425). Из женщин известно, что перед смертью стриглись императрица Ирина (супруга Иоанна II Комнина) — «Ксения» (1134), невестка императора Анна Далассина.

## На Руси
Акт предсмертного пострижения в схиму был распространен среди русских князей и царей. Как указывают исследователи, традиция пострижения русских князей известна с глубокой древности и восходит к обычаям византийского императорского двора.
На Руси первым в княжеском роду, вообще принявшими постриг, были Ирина (в иночестве Анна, ум. 1050) — супруга Ярослава Мудрого, и князь Николай Святоша (постриг в 1106). Княжна Анна Всеволодовна, возвратившись из Константинополя, в 1090 году основала Янчин Андреевский монастырь, где была погребена в 1112 г. «Эта традиция, восходя через „киевское наследство“ к византийским образцам, в XIII—XIV веках стала общепринятой на Руси».

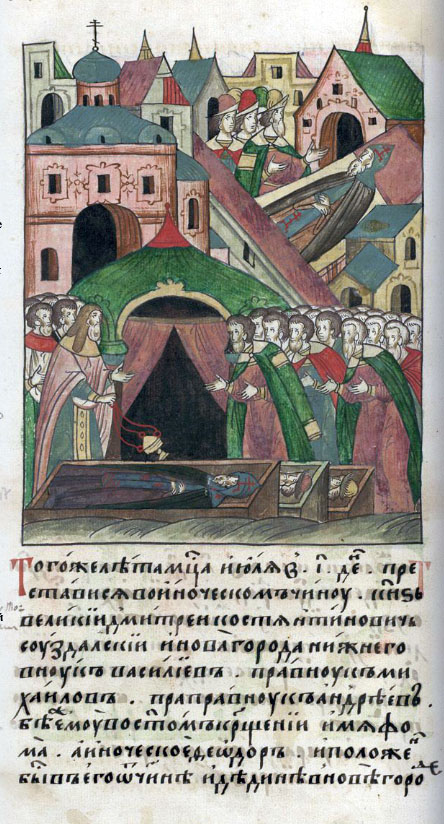
Смерть Дмитрия Константиновича Суздальского

В постриге умирающий князь принимал новое имя. Ф. Б. Успенский пишет, что, хотя строго говоря, получение иноческого имени должно обозначать утрату предыдущего христианского имени, для Рюриковичей этого не происходило (подробнее см. Родовые имена Рюриковичей), и в летописях могут упоминаться оба имени сразу. (Любопытно, христианское имя при постриге изменялось не всегда). Более того, в ранний период (XI — 1-я половина XII в.), от которого сохранилось мало христианских имен, не всегда ясно, что стоит ли за единичным упоминанием христианского (а не тронного языческого) имени князя в сообщении о его смерти — его иноческое имя или крестильное.
Иноческое имя могло выбираться по различным причинам — иногда по созвучию к крестильному имени. Нередко оно начиналось с той же буквы, что и мирское, символизируя таким образом единство судьбы человека в миру и после смерти.
Одним из первых примеров многоименности в XIV веке стал князь Дмитрий Константинович Суздальский (1323—1383), который к концу жизни имел 3 христианских имени. Нося династическое тронное имя «Дмитрий» (выбранное в честь предков и популярных святых), согласно летописи, также он назывался в крещении (то есть по прямому имени, выбранному по дню рождения) «Фома», а перед смертью принял монашество под именем «Феодор», подобранным к крестильному имени.

Тем же летом, месяца июля в 10-й день, преставился в иноческом чину князь великий Дмитрий Константинович Суздальский и Новгорода Нижнего, внук Васильев, правнук Михайлов, праправнук Андреев; было же ему во святом крещении имя Фома, а иноческое — Феодор. И положен был в его отчине и дедине, в Новгороде (Лицевой летописный свод)
На выбор имени мог влиять непосредственный день рождения князя. Так, Симеон Гордый родился в день мученика Созонта, но был крещен в честь другого святого — одного из Симеонов; однако предсмертный постриг принял именно как Созонт. (См. также тесную связь с традицией прямого имени).
В XVI веке Лицевой летописный свод пишет о смерти княгини в 1244 году, упоминая причины выбора имени: «преставилась великая княгини Ярослава Всеволодовича Феодосия (…); а в монашестве получила имя Ефросиния, поскольку тогда давали имена не с первого слова, но в который день принимали монашество, по тому дню и имя давали, или потом в тот же день».
Новое имя, полученное постриженным Рюриковичем, после смерти своего обладателя входило в родовой обиход династии. Крестильное и иноческое имена князя могли сохраняться в родовой памяти почти как равноправные; иноческое могло повторяться у его потомков. Повторение иноческого имени шло по нескольким моделям:
- Принимая постриг, Рюриковичи могли брать те же имена, что их предки в иночестве, особенно если этот предок почитался как святой (как Евфросиния Полоцкая, в честь которой под этим именем стриглись многие княгини и княжны; кроме того, в роду эти иноки могли местно чтиться еще до общероссийской канонизации).
- Иногда можно встретить регулярный повтор родовой пары «родовое имя — иноческое имя». Такими традиционными парами стали: Константин — Касьян; Иоанн — Иона.
- Новорожденный в семье мог получить при крещении то же имя, что взял его родич при постриге — таким образом, родовой христианский именослов пополнялся[8].

| Московские князья и цари - Даниил Александрович — постригся - Юрий Данилович — убит в Орде, постриг не принимал - Иван I Калита — Ананий. По предположению его биографа Н. С. Борисова — 1 (14) октября, когда празднуется день этого святого, был днем рождения Калиты, особенно любившего эту дату и приходящийся на неё праздник Покров Пресвятой Богородицы - Симеон Гордый — Созонт, по дню рождения - Иван II Красный — ? - Дмитрий Донской — ? - Василий I Дмитриевич — ? - Василий II Тёмный — ? - Иван III. По сообщению В. Н. Татищева (впрочем, неясно, насколько достоверному), великий князь, призвав перед смертью к своей постели духовника и митрополита, тем не менее, отказался постричься в монахи - Василий III — Варлаам, в честь св. Варлаама Хутынского, заступника княжеской семьи. - Иван IV Грозный — Иона - Фёдор I Иоаннович — ? - Борис Годунов — по прямому имени его покровителем был святой Феодот Анкирский. В постриге царь был наречен «Боголеп» (калька с греческого «Феопрепий» — «подобающий Богу») | Прочие: - Олег Ингваревич Красный — Косма - Александр Невский — Алексей - Ярослав Ярославич — в крещении (?) и схиме — Афанасий - Олег Иванович — в крещении Иаков, в схиме Иоаким - Михаил Александрович (князь тверской) — Матвей - Иван Михайлович (князь тверской) — Иов |